# Judy Dyble
Judy Dyble, nom de scène de Judith Aileen Dyble (née le 12 février 1949 à Fitzrovia et morte le 12 juillet 2020 dans l'Oxfordshire), est la première chanteuse du groupe folk britannique Fairport Convention.

## Biographie

### Années de formation
Judy Dyble fréquente d'abord l'école St Michael’s Primary School, puis après ses examens elle fréquente Wood Green et finalement la Minchenden Grammar School à Southgate. Elle a reçu des leçons de piano très jeune, mais quoique sachant lire la musique, elle ne se sent pas capable d'improviser, ce qui selon elle viendrait de trop ou pas assez de leçons. Elle a également appris la flûte à bec, comme beaucoup d'enfants de l'époque en Angleterre. Elle rencontre alors beaucoup de musiciens à cette époque, qui jouent des chansons de Pete Seeger, Big Bill Broonzy, Ramblin' Jack Elliott ou Woody Guthrie. Ce seront ses premiers contacts avec l'univers folk.

### Les débuts sur la scène
Son tout premier groupe, Judy & The Folkmen, est constitué de Bruce West et Rod Braxton à la guitare, Ernie Balding à la guitare et au chant, et elle-même au chant. Leur seul et unique concert a lieu au Hornsey Conservative Association’s Candlelight Soiree selon la biographie de Judy sur son site officiel, alors qu'elle est encore étudiante. Fréquentant la même école que Judy, Ashley "Tyger" Hutchings, ainsi que ses amis Simon Nicol et Richard Thompson, jouent parfois dans des clubs de la région que fréquentent Judy et sa sœur le soir après l'école. Judy se destinait à cette époque à une carrière de libraire et en 1967, après avoir quitté l'école, elle débute ainsi son travail dans une librairie de son quartier.

### AvecFairport Convention
Lorsque Ashley, Simon et Richard rencontrent Martin Lamble, Fairport Convention se profile peu à peu à l'horizon. Vers juin ou juillet 1967, Judy donne ainsi son premier concert avec le groupe au Speakeasy, puis vers le mois de novembre 1967, tous se rendent aux Studios Sound Techniques pour y enregistrer leur premier album qui sort en juin 1968. Mais avant même que le disque ne soit dans les bacs des disquaires, on lui montre la porte et elle est remplacée par Sandy Denny. 

### Le trio Giles, Giles & Fripp
Avec son petit ami de l'époque, Ian McDonald, elle se joint alors au trio Giles, Giles & Fripp. Elle participe ainsi, entre 1967 et 1968, à l'enregistrement de plusieurs chansons compilées sur l'album The Brondesbury Tapes sorti en CD en 2001 et sur Metamorphosis, disponible uniquement en version vinyle et publié la même année. Puis elle se sépare de Ian et quitte Giles, Giles & Fripp, ainsi que le bassiste Peter Giles. Avec l’arrivée du guitariste et chanteur Greg Lake et du parolier Peter Sinfield, Giles, Giles & Fripp devient King Crimson et connaît un succès international et durable. Judy poursuit cependant sa carrière en participant au duo Trader Horne (en) avec le claviériste et chanteur du groupe Them Jackie McAuley — ils ne publieront qu'un seul album en 1970 : Morning Way. 

### DC & The MBs
En 1971, Judy chante avec un tout nouveau groupe, DC & The MBs (pour Dyble/Coxhill & The Miller Brothers), avec Lol Coxhill au saxophone, les frères Phil Miller à la guitare et Steve Miller aux claviers, Jack Monk à la basse et Laurie Allan à la batterie. Ils tournent notamment un peu aux Pays-Bas avant de se dissoudre, aucun enregistrement n'a été produit.

### Carrière solo
Par la suite, Judy publie quelques albums solo, dont Spindle en 2006 avec Robert Fripp à la guitare et aux effets sonores (les fameux Soundscapes) sur une chanson Shining, elle reprend sur ce disque la pièce See Emily Play de Pink Floyd. Et toujours en 2006, elle sort l'album The Whorl sur lequel elle retrouve à nouveau Robert Fripp et elle refait une autre version d'un classique de King Crimson, I Talk to the Wind. Puis en 2009, elle sort l'album Talking with Strangers en 2009, avec Robert Fripp à nouveau sur Harpsong, on y retrouve aussi Ian McDonald au saxophone, à la flûte et au ukulele, Pat Mastelotto à la batterie, Simon Nicol de Fairport Convention apparaît aussi à la guitare ainsi que Jacqui McShee du groupe Pentangle aux chœurs. Elle reprend sur cet album la très belle pièce de Greg Lake et Peter Sinfield, C'est la vie, avec Ian McDonald à la flûte traversière, le violon de Rachel Hall, la guitare et les claviers d'Alistair Murphy et Pat Mastelotto à la batterie.

### Derniers travaux
Elle a sorti un album avec Alistair Murphy, intitulé Flow and Change, qui a été publié par Gonzo Multimedia le 1er juillet 2013. La plupart des chansons ont été co-écrites avec Murphy, qui a également conçu et produit l'album, d'autres ont été co-écrites avec Julianne Regan, Simon House et Dean Frances-Hawksley/Andy Suttie. Les collaborateurs invités étaient Matt Malley (ex Counting Crows) Mike Mooney (Spiritualized), Julianne Regan (All About Eve) et Pat Mastelotto (King Crimson).
En 2013, Dyble a collaboré avec Oliver Kersbergen de Sleepyard pour co-écrire trois chansons, dont l'une "Blue Barracuda" est sortie sur l'album de Füxa Dirty D en août 2013 et deux autres, "Rainy Day Vibration" et "Satellite Calling" sont sorties sur l'album Black Sails de Sleepyard, sur le label américain Global Recording Artists en janvier 2014. Elle a chanté "1000 Year Vacation (reprise)" sur le même album. Après avoir terminé une anthologie de 3 CD, dans la plupart des cas, de la musique moins connue dans laquelle elle a été impliquée au cours des 50 dernières années, Gathering the Threads (Fifty Years of Stuff), est sorti en mars 2015.
En octobre 2015, Earth Recordings a réédité l'album Morning Way de Trader Horne sur vinyle rouge coucher de soleil et CD à temps pour le concert de retrouvailles de Trader Horne au Bush Hall à Londres le 29 novembre 2015. En novembre 2015, Earth Recordings a sorti la première partie de l'anthologie Gathering the Threads sous le nom d'Anthology Part One sur vinyle et CD.
En novembre 2015, Dyble et Jackie McAuley se sont réunis sous le nom de Trader Horne pour interpréter l'intégralité de l'album Morning Way en direct au Bush Hall à Londres. Ils étaient accompagnés par le frère de Jackie, Brendan McAuley, et par les membres du groupe Band of Perfect Strangers de Dyble, Alistair Murphy, Mark Fletcher, Phil Toms et Ian Burrage avec Steve Bingham.
Elle passe ensuite la majeure partie de 2015 et le début de 2016 à écrire son autobiographie avec l'aide de Dave Thompson. An Accidental Musician a été publié en avril 2016 par Soundcheck Books. En 2016-2017, Judy Dyble se concentre sur la finition d'un nouvel album, Summer Dancing, avec divers collaborateurs, et une nouvelle compilation de chansons enregistrées avec Andy Lewis, sortie en août 2017. Elle enregistre un duo avec David Longdon sur The Ivy Gate avec Big Big Train pour l'album Grimspound, qui sort en avril 2017.
Judy Dyble se produit ensuite au Cropredy Convention Festival de Fairport avec son propre groupe, Band of Perfect Strangers, et apparaît également avec les membres originaux survivants de Fairport Convention, célébrant le 50e anniversaire de la formation du groupe en 2017. Les chansons chantées par la formation des « premières années » étaient Time Will Show The Wiser, I Don't Know Where I Stand et Reno Nevada, chansons que le groupe des débuts interprétait souvent au cours de sa première année en 1967-1968.
En 2018, Judy sort l'album Earth is Sleeping sur Acid Jazz Records, puis un nouvel album en collaboration avec David Longdon, Between A Breath and a Breath, contenant sept nouvelles chansons (paroles de Dyble, musique de Longdon), qui sort de façon posthume en septembre 2020.
Judy Dyble décède en effet le 12 juillet 2020, à l'âge de 71 ans, après avoir souffert d'un cancer du poumon dans les années précédant son décès et dont elle avait révélé tardivement le diagnostic, en novembre 2019, lorsqu'elle a commencé la chimiothérapie.

## Discographie
Selon le site officiel de Judy Dyble (cf. adresse en bas de page dans la section Références) : 
Avec The Incredible String Band :
- 1968 : The Hangman’s Beautiful Daughter - Chant sur The Minotaur's Song avec Richard Thompson.

Avec Fairport Convention :
- 1968 : If I Had A Ribbon Bow / If (Stomp) - Single
- 1968 : Fairport Convention
- 1970 : If (Stomp) / Chelsea Morning - Single
- 1982 : Moat on the ledge : Compilation (Judy chante sur Both sides now, une chanson de Joni Mitchell.)
- 2003 : Fairport Convention - Remastérisé avec des chansons bonus.
- 2007 : Live at The BBC

Avec Trader Horn (en) : 
- 1969 : Sheena/ Morning Way - Single
- 1970 : Morning Way
- 1990 : Morning Way Plus
- 2014 : Morning Way 500 copies Limited Deluxe Edition : édition limitée avec un single.
- 2015 : Morning Way Limited Edition Red vinyl + CD

Avec G. F. FitzGerald :
- 1970 : Mouseproof - Chant, non crédité

Solo : 
- 2004 : Enchanted Garden
- 2006 : Spindle - Robert Fripp guitare et Soundscapes sur Shining. Reprend See Emily Play de Syd Barrett et Pink Floyd.
- 2006 : The Whorl - Avec Robert Fripp, Judy reprend I talk to the wind de King Crimson avec Simon House violon et claviers.
- 2007 : Songs From Spindle & The Whorl - Double album compilation.
- 2009 : Talking with strangers - Avec Ian McDonald et Robert Fripp, etc. Reprend C'est la vie de Greg Lake et Peter Sinfield.
- 2009 : Talking With Strangers : Limited vinyl
- 2010 : Talking with strangers : 1 pièce inédite : Fragile.
- 2011 : Fragile - E.P.
- 2011 : Starcrazy - An Introduction To Judy Dyble
- 2012 : Talking With Strangers : Reissue vinyl : Seulement 500 sont réédités.
- 2013 : Talking With Strangers : 2 pièces inédites, Waiting et Sparkling.
- 2013 : Flow and Change - Avec Pat Mastelotto, Alistair Murphy, etc.
- 2014 : Flow and Change : Limited Vinyl
- 2014 : Live at WMJazz
- 2015 : Gathering The Threads-Fifty Years of Stuff : Limited 3-CD set : 450 copies éditées dont 250 numérotées et signées.
- 2015 : Anthology Part One Édition vinyl limitée + CD.
- 2017 : Songs In Waiting
- 2018 : Earth Is Sleeping

The Conspirators with Judy Dyble
- 2008 : One Sure Thing / Take Me To Your Leader - Single

King's Cross & Judy Dyble
- 2009 : Every Sentimental Moment

Judy Dyble & Tim Bowness
- 2011 : Grey October Day (featuring The Curator) - E.P.

Judy Dyble & Andy Lewis
- 2017 : Summer Dancing

Participations : 
Giles, Giles & Fripp :
- 2001 : The Brondesbury Tapes
- 2001 : Metamorphosis
- 2001 : Metaphormosis (Murder & Make It Today) - Édition limitée - Jeu de mots avec le titre original.

King Crimson : 
- 1976 : A young person's guide to King Crimson - Judy chante sur la pièce I talk to the wind.

Ashley Hutchings : 
- 1996 : The Guv'nor Vol 4
- 1996 : The Guv'nor Presentation 4
- 2002 : Ashley Hutchings 5
- 2005 : Burning Bright

Fairport Companion : Artistes Variés 
- 2006 : Fairport Companion

Fuxa : 
- 2013 : Dirty D

Three Faction :
- 2013 : Songs To Remind The Class Of The Glorious Victory To Come And The Work That Must Be Done To Get There - EP

Black Sails : 
- 2014 : Sleepyard

## Publication
- (en) An Accidental Musician, autobiographie, Éditions Soundcheck Books  (ISBN 978-0-9932120-3-1), 2016.